# Falkenstein (vogtländisches Adelsgeschlecht)

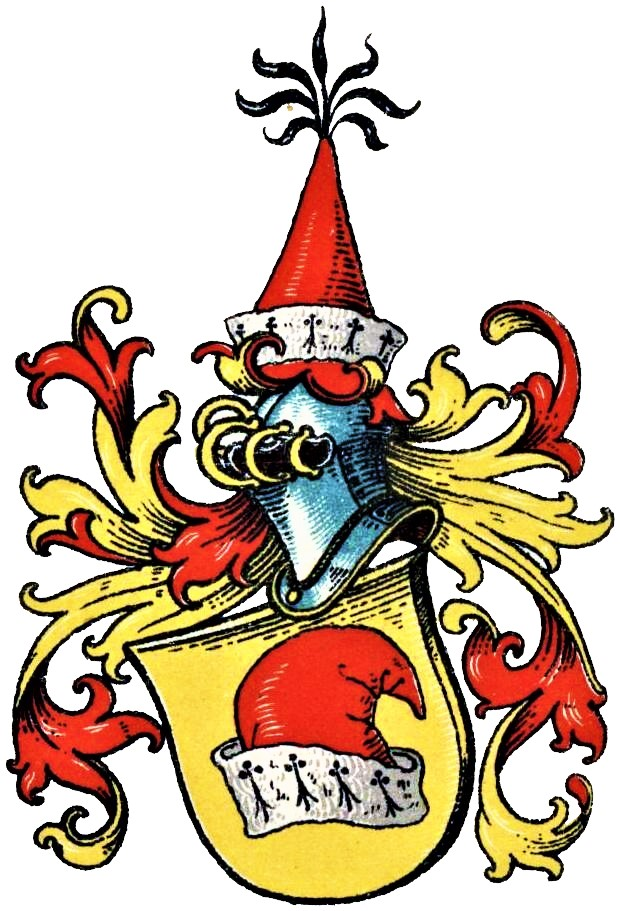
Wappen derer von Falkenstein im Wappenbuch des Westfälischen Adels

Die Familie von Falkenstein war ein vogtländisches bzw. meißnisches Adelsgeschlecht.

## Ursprung und Verbreitung
Namensgebender Stammsitz der Familie ist Burg Falkenstein. Anfängliche Namensvarianten waren Valckenstein oder Walkenstein. Sie erwarben die Rittergüter Magwitz und Planschwitz, heute eingemeindet nach Oelsnitz. Die Familie war auch begütert in Röhrenhof, Schnarchenreuth, Döhlau, Köditz und Moschendorf. Linien befanden sich weiterhin im Braunschweigischen, Reussischen, in Sachsen (Schloss Frohburg) und in Pommern. Nachfahren der Köditzer Linie wanderten nach Oettingen und Württemberg ab.
Die Familie von Falkenstein erwarb ab 1666 umfangreichen Besitz um Schloss Köditz und nannte sich teils auch nur von Köditz. Sie lässt sich in Köditz bis etwa 1785 nachweisen. Carl Erdmann von Falkenstein, hochfürstlicher Kammerjunker und Hauptmann, ließ die Köditzer Leonhardskirche, die im Dreißigjährigen Krieg erheblichen Schaden genommen hatte, gemeinsam mit anderen Ortsadeligen und Exulanten renovieren. Dabei entstanden mehrere Wappenmalereien. Eine Familiengruft wurde angelegt.

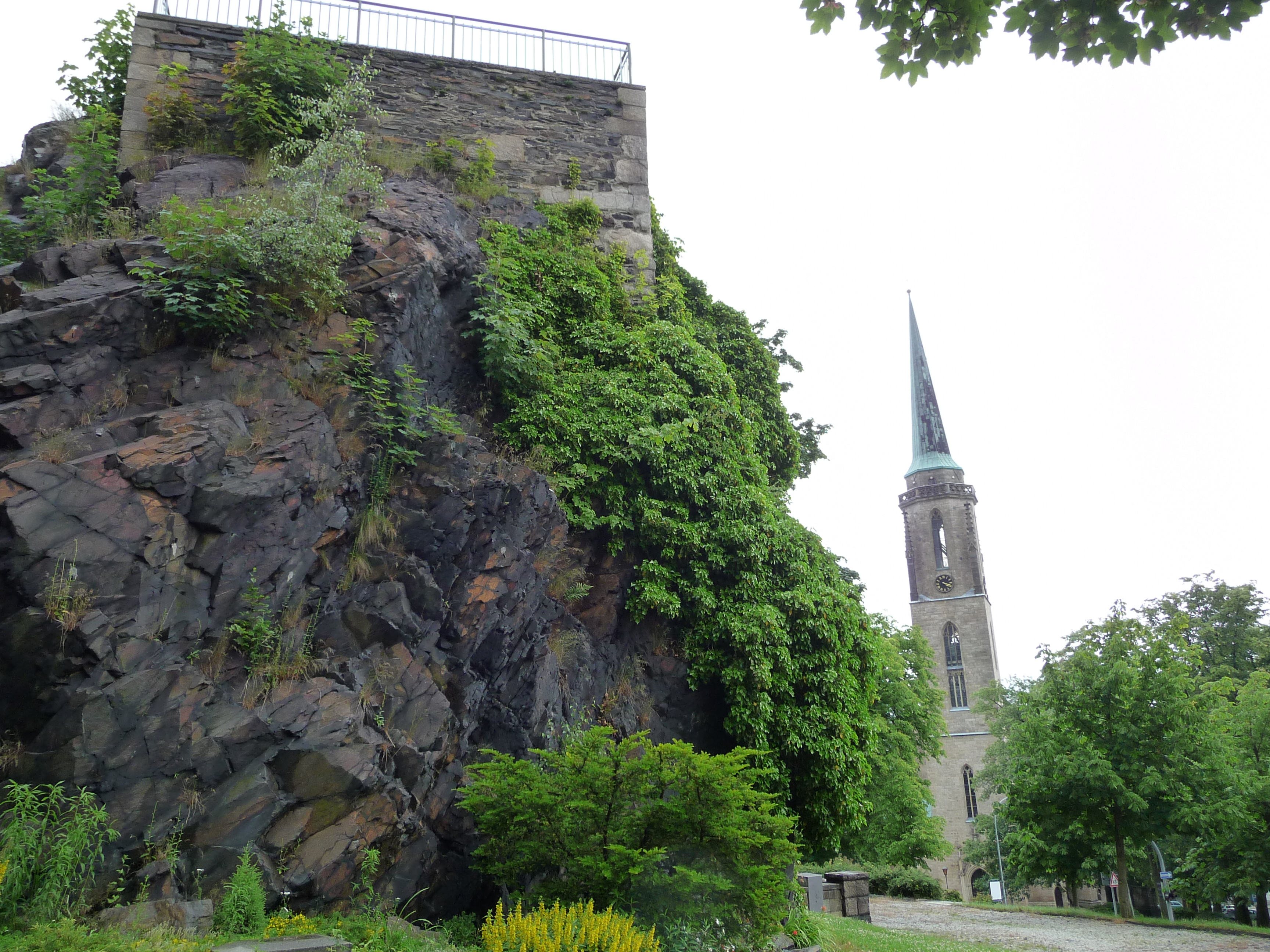
Felsen der Burg Falkenstein

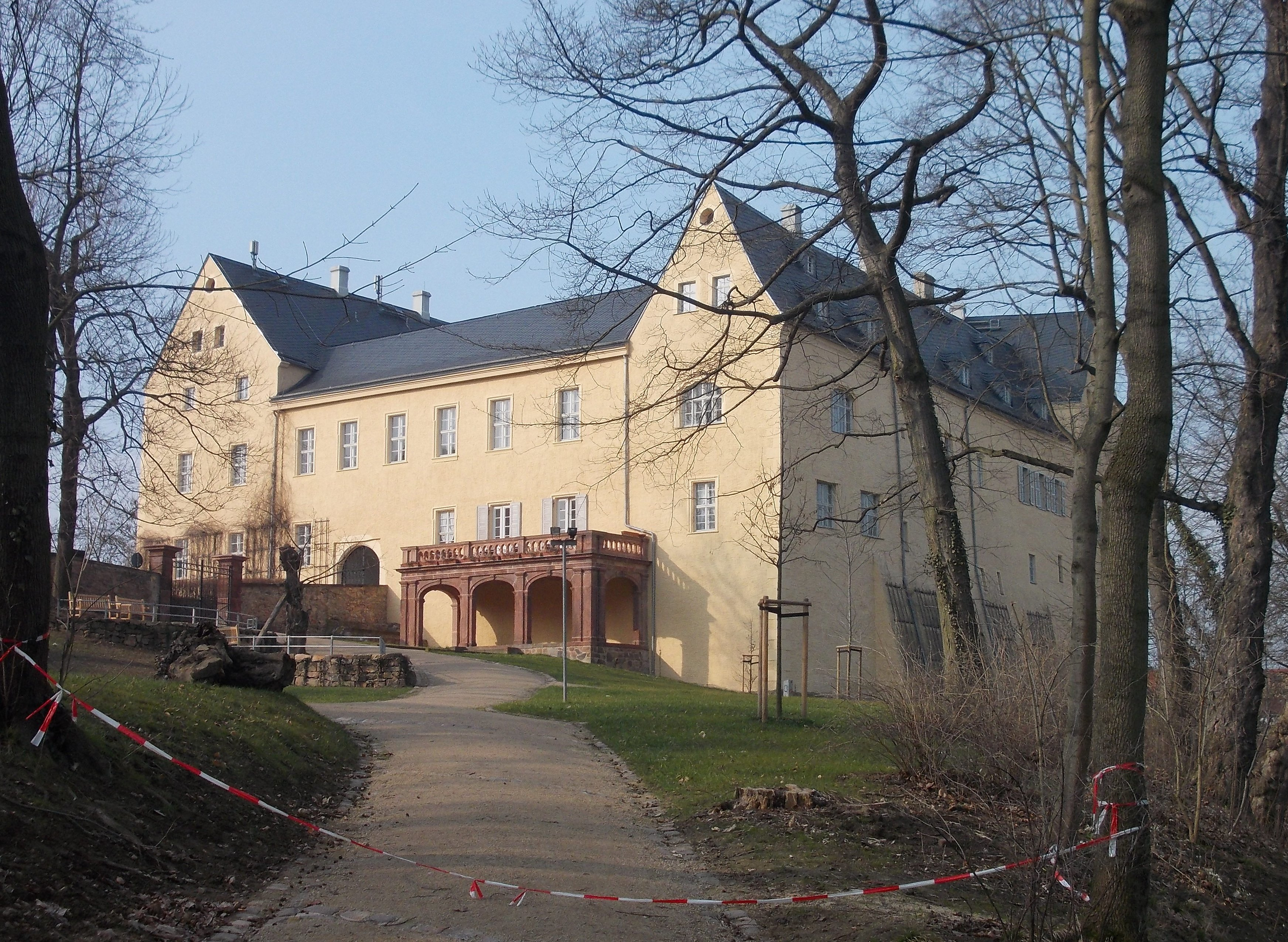
Schloss Frohburg

Der Genealoge Johann Gottfried Biedermann bezeichnet die Familie als „altes rheinisches“ Geschlecht und nennt einzelne Mitglieder in den verwandten Familien, ohne einen eigenen Stammbaum zu skizzieren. Laut Max von Spießen saß die Familie im Niederstift Münster auf Calhorn, heute ein Ortsteil von Essen (Oldenburg).

## Bekannte Familienmitglieder
- Rudolf von Falkenstein (1811–1888), preußischer Generalleutnant
- Edmund von Falkenstein (1850–1924), preußischer Generalleutnant
- Hans von Falkenstein (1893–1980), deutscher General der Infanterie
- Julius von Falkenstein (1861–1922), sächsischer Generalmajor

## Wappen
Der Wappenschild zeigt eine rote Mütze mit silbernen Hermelinstulp auf goldenem Grund. Von dem nach hinten gebeugten Zipfel der Mütze hängen an einem goldenen Knopf fünf schwarze Hahnenfedern herab. Eine solche Mütze ist auch im Wappen derer von Würtzburg enthalten. Die Helmdecken sind Rot und Gold. Die Helmzier wiederholt die Mütze, die hier gerade aufgerichtet ist. Eine Wappendarstellung findet sich als Malerei in der Sakristei der Köditzer Leonhardskirche.

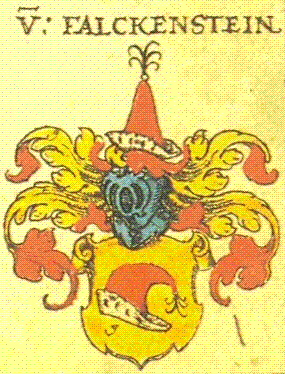
Wappen derer von Falkenstein in Johann Siebmachers Wappenbuch als Teil der meißnischen Ritterschaft
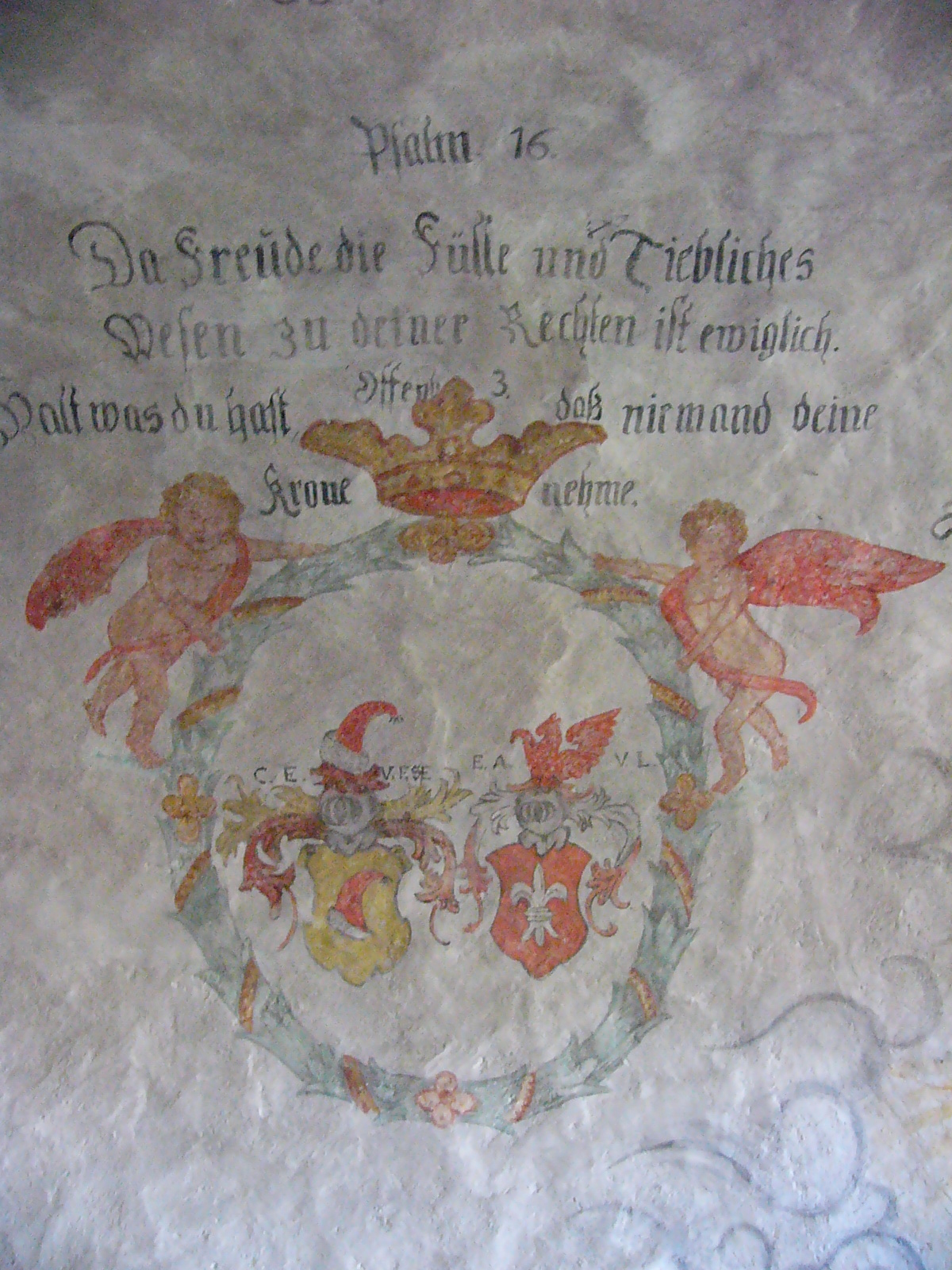
Wappendarstellung in der Köditzer Leonhardskirche
Gemeindewappen von Köditz